# Saint-Laurent-du-Pont
Saint-Laurent-du-Pont [sɛ̃ loʁɑ̃ dy pɔ̃] ist eine französische Gemeinde mit 4.502 Einwohnern (Stand: 1. Januar 2022) im Département Isère in der Region Auvergne-Rhône-Alpes. Saint-Laurent-du-Point gehört zum Arrondissement Grenoble und ist der Hauptort (chef-lieu) des Kantons Chartreuse-Guiers. Die Einwohner werden Laurentinois(es) genannt.

## Geographie
Saint-Laurent-du-Pont liegt rund 18 Kilometer nördlich von Grenoble in der Ebene des Chartreuse-Gebirges. Hier fließt der Guiers-Mort entlang; im nordwestlichen Teil der Gemeinde befindet sich der Canal de l’Herrétang.
Umgeben wird Saint-Laurent-du-Pont von den Nachbargemeinden Miribel-les-Échelles im Norden, Entre-deux-Guiers im Norden und Nordosten, Saint-Christophe-sur-Guiers im Osten und Nordosten, Saint-Pierre-de-Chartreuse im Süden und Südosten sowie Saint-Joseph-de-Rivière im Westen. Das Gemeindegebiet liegt im Regionalen Naturpark Chartreuse.
Durch die Gemeinde führt die frühere Route nationale 520 (heutige D520).

## Geschichte

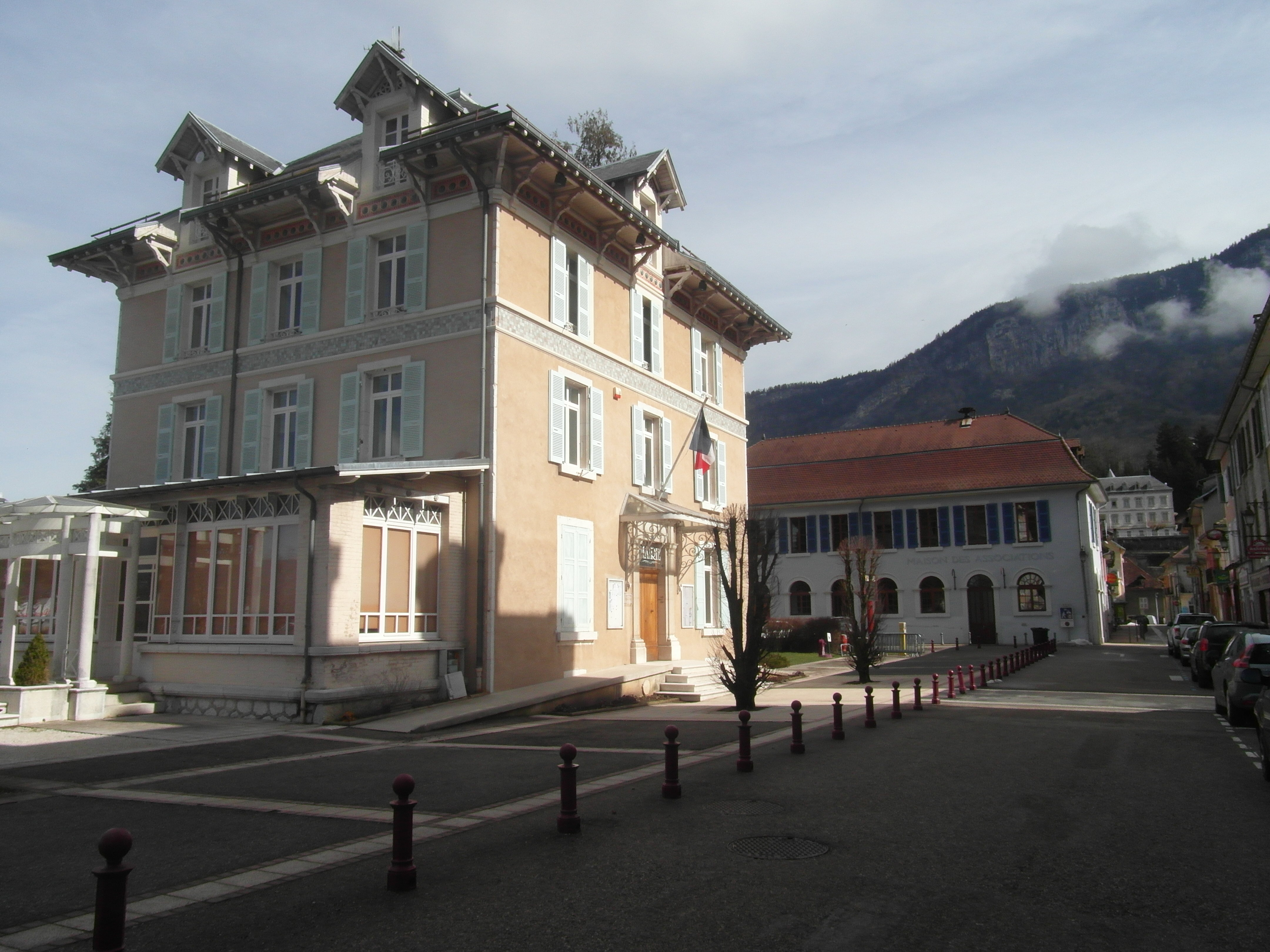
Mairie (Rathaus)

Archäologische Untersuchungen nährten die Annahme, dass die Eugles-Höhlen im Südosten der Gemeinde vor 60.000 bis 70.000 Jahren durch die Neandertaler bewohnt wurden. Römische Keramikware aus dem zweiten und ersten vorchristlichen Jahrhundert konnte ebenfalls in der Gemeinde gefunden werden. 1888 errichteten die Kartäusermönche hier ein Krankenhaus.
Im Zweiten Weltkrieg marschierten am 19. Juni 1944 einige Hundert Soldaten der 157. Gebirgs-Division der Wehrmacht in Saint-Laurent-du-Pont ein, wo sie mehrere Ortsbewohner verhörten und anschließend der Gestapo in Grenoble zuführten.
1970 kam es zu einer Katastrophe, als in der Diskothek „5–7“ in Saint-Laurent-du-Pont ein Feuer ausbrach und 146 Menschen, mehrheitlich Jugendliche, starben.

### Bevölkerungsentwicklung
| Jahr                       | 1962 | 1968 | 1975 | 1982 | 1990 | 1999 | 2006 | 2011 |
| Einwohner                  | 3305 | 3761 | 3709 | 4125 | 4061 | 4222 | 4489 | 4512 |
| Quellen: Cassini und INSEE |      |      |      |      |      |      |      |      |

## Sehenswürdigkeiten
- Kirche Saint-Bruno
- Kapelle Notre-Dame
- Die frühere Destillerie Bonal
- Hospital Saint-Bruno der Karthäuserbruderschaft

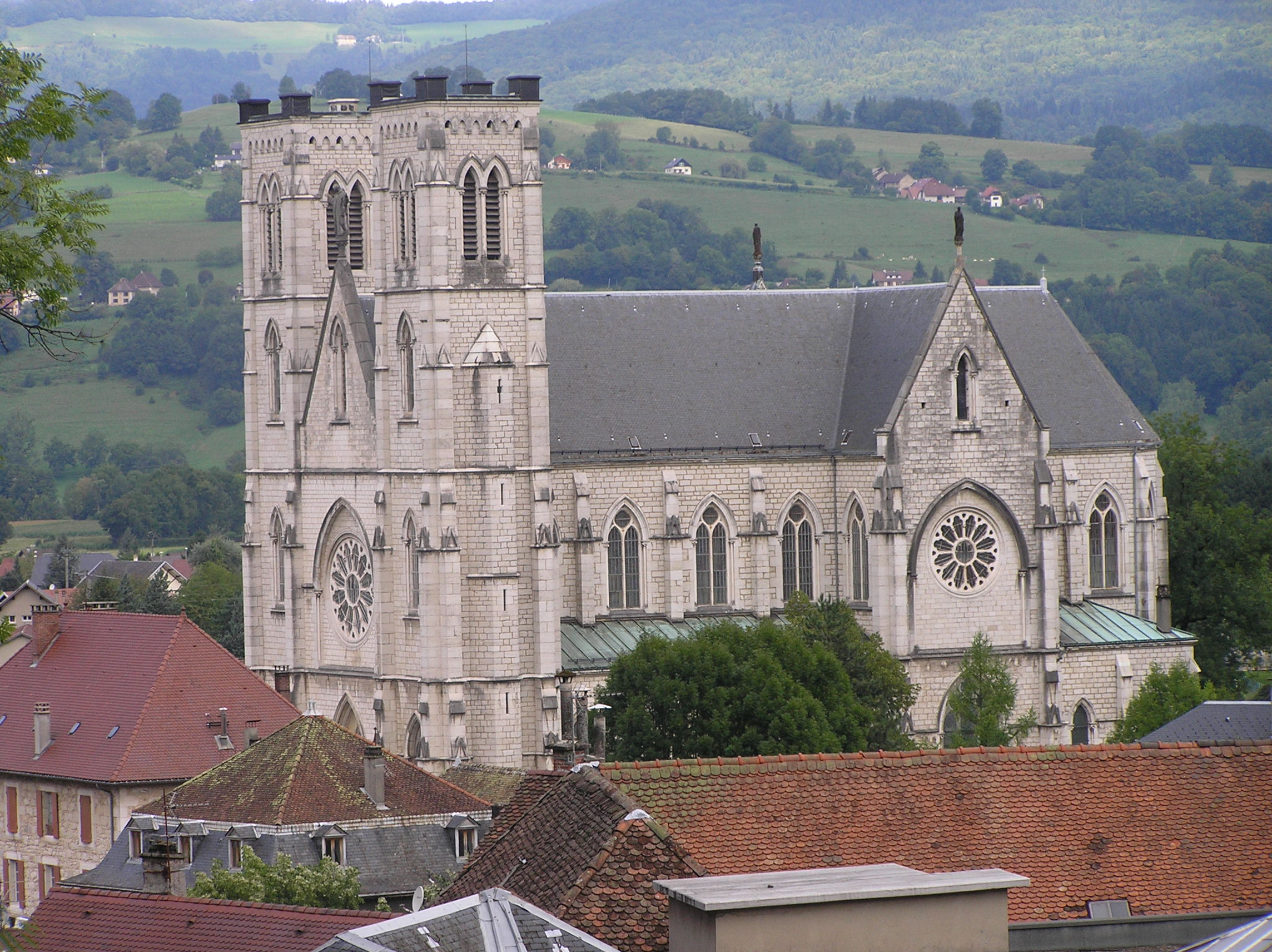
Kirche Saint-Bruno
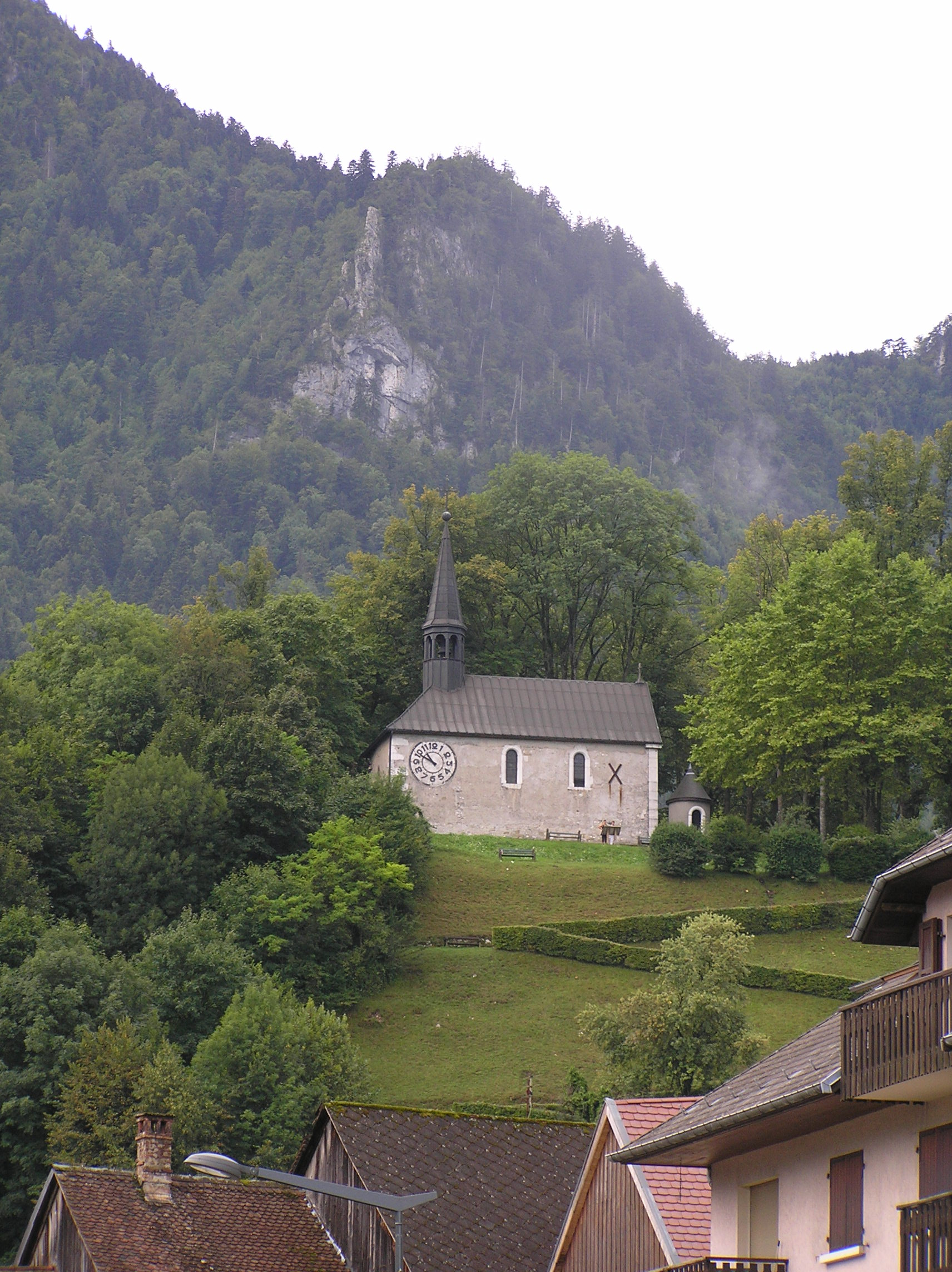
Kapelle Notre-Dame

## Gemeindepartnerschaft
Mit der deutschen Gemeinde Herdorf in Rheinland-Pfalz und mit der italienischen Gemeinde Berbenno in der Provinz Bergamo (Lombardei) bestehen Partnerschaften. 

## Wirtschaft
Neben einem Kaltwalzwerk und einer Zementfabrik ist Saint-Laurent-du-Pont immer noch für den Apéritif Bonal, einem Kräuterlikör, bekannt.